# 20863 Джеймскронк
20863 Джеймскронк (20863 Jamescronk) — астероїд головного поясу, відкритий 1 листопада 2000 року.
Тіссеранів параметр щодо Юпітера — 3,597.